# José Dias Ferreira

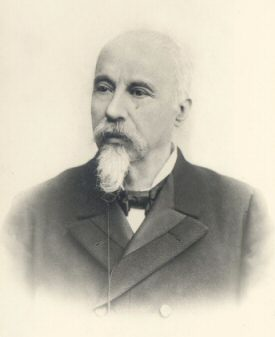
José Dias Ferreira

José Dias Ferreira (* 30. November 1837 in Pombeiro da Beira (Arganil); † 8. September 1909 in Vidago (Chaves)) war ein portugiesischer Rechtswissenschaftler, Politiker und Premierminister (Presidente do Conselho de Ministros) während der Zeit der konstitutionellen Monarchie.

## Leben

### Studium und berufliche Laufbahn an der Universität Coimbra

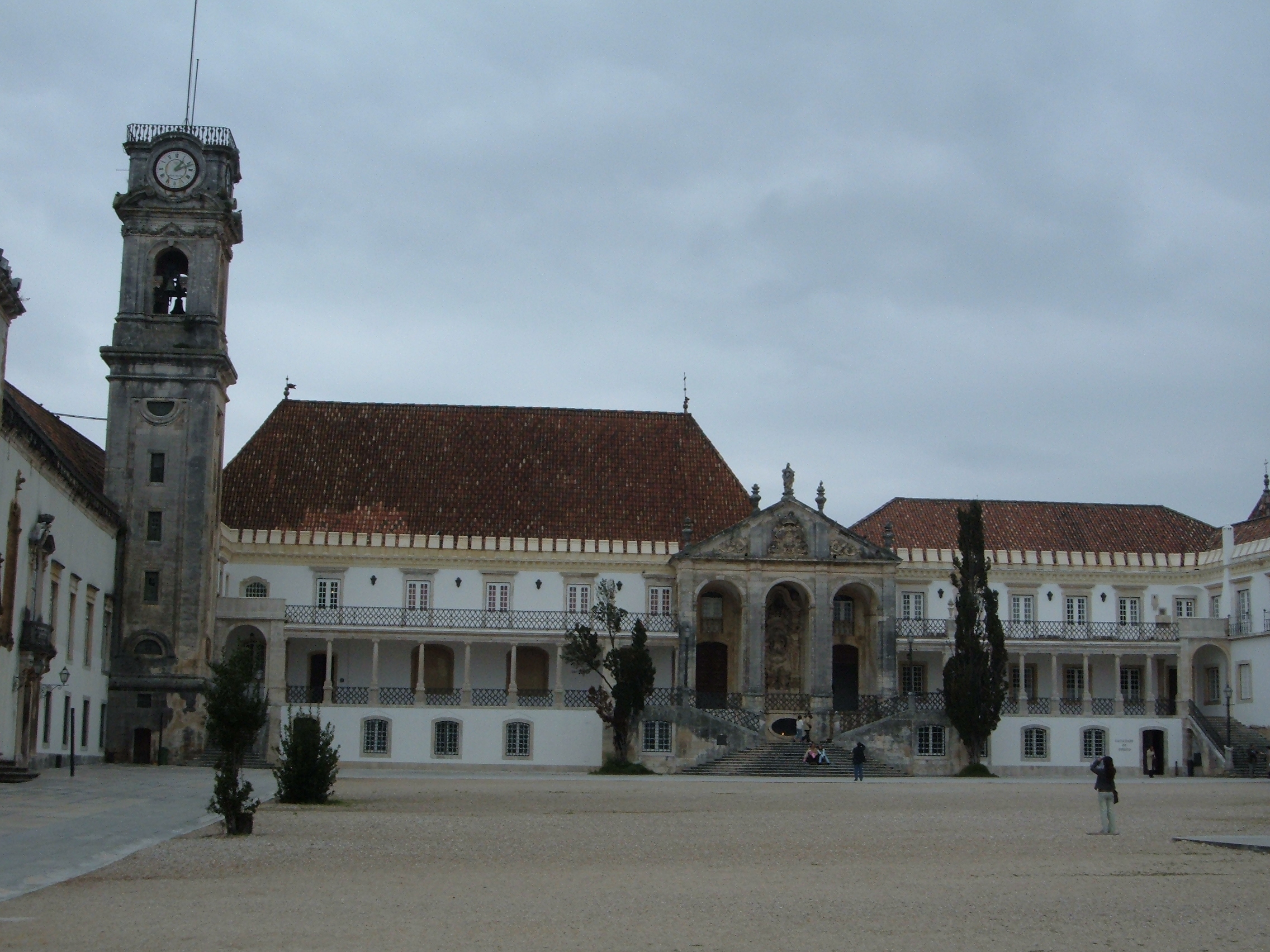
Die Juristische Fakultät der Universität Coimbra

Der Sohn von Kleinbauern sollte ursprünglich eine Laufbahn als Priester absolvieren und begann zunächst vorbereitende Studien der Lateinischen Sprache. Bereits im Alter von noch vierzehn Jahren erfolgte 1852 seine Immatrikulation an der Fakultät für Theologie an der Universität Coimbra.
Aufgrund des Einflusses des Professors und Abgeordneten Vicente Ferrer de Neto Paiva, der in Portugal den Krausismo einführte, beendete er jedoch sein Theologiestudium ohne Abschluss und begann stattdessen am 3. Oktober 1854 ein Studium der Rechtswissenschaften an der Universität Coimbra, das er 1859 mit Auszeichnung als Jahrgangsbester abschloss. Noch als Student verfasste er 1857 den Aufsatz Ensaio sobre os Primeiros Elementos da Teoria da Estatística do Exmo. Senhor Adrião Pereira Forjaz de Sampaio (Essay über die Ersten Elemente der Theorie der Statistik von Exmo – Adrião Pereira Forjaz de Sampaio) und im folgenden Jahr Anotações aos Elementos de Direito Natural do Exmo. Senhor Vicente Ferrer Neto de Paiva (Aufzeichnungen über die Elemente des Naturrechts von Exmo – Vicente Ferrer Neto de Paiva), mit denen er seinen Professor würdigte.
Aufgrund seiner herausragenden Leistungen wurde ihm am 29. Juni 1860 der akademische Grad eines Doctor iuris verliehen. Im Anschluss daran begann er eine akademische Laufbahn, der sich bald auch eine politische Laufbahn und später eine Tätigkeit als Rechtsanwalt anschloss. Zunächst wurde er am 10. Mai 1861 zunächst Hilfsdozent und dann 1862 Privatdozent für Naturrecht und Rechtsphilosophie, ehe er 1866 zum Professor an den Lehrstuhl für Zivilrecht berufen wurde.

### Politische Laufbahn

#### Parlamentsabgeordneter
Noch im Jahr seiner Promotion begann 1860 auch seine politische Laufbahn mit der erstmaligen Wahl zum Abgeordneten der zwölften Gesetzgebenden Versammlung der Konstitutionellen Monarchie (Legislatura da Monarquia Constitucional portuguesa), in der er zunächst den Wahlkreis Arganil vertrat und der er insgesamt fünfundzwanzig Legislaturperioden angehörte.
Nachdem er während der Wahlperioden von 1864 und 1865 den Wahlkreis Anadia im Parlament vertreten hatte, verzog er 1866 mit seiner Frau, der Tochter eines angesehenen Fabrikbesitzers, nach Lissabon, wo er sich als Rechtsanwalt und Rechtsberater niederließ. Dort wurde er schnell zu einem der angesehensten Rechtsanwälte der Stadt und zugleich einer der aktivsten Parlamentsabgeordneten. Zugleich war er zwischen 1865 und 1870 Herausgeber der juristischen Fachzeitschrift Jornal da Jurisprudência sowie Mitherausgeber mehrerer anderer rechtswissenschaftlicher Publikationen wie insbesondere dem Revista Crítica de Jurisprudência Geral e Legislação (Kritischen Magazin für Allgemeines Recht und Gesetzgebung). Als Abgeordneter war er maßgeblich am Zustandekommen und Überarbeitung mehrerer wichtiger Gesetze beteiligt, wie 1867 als Mitglied der Revisionskommission für das Handelsgesetz (Código Comercial), 1870 bei der Begründung des Obersten Verwaltungsgerichtshofes (Supremo Tribunal Administrativo) sowie zwischen 1870 und 1876 bei der Vorbereitung und Veröffentlichung des Zivilgesetzes (Código Civil).

#### Minister
Aufgrund seiner maßgeblichen Beteiligung an der Beilegung der Krise um den Staatshaushalt von 1867 wurde er nach dem Sturz der Regierung von Joaquim António de Aguiar nach den Ausschreitung vom Neujahr 1868 wegen beabsichtigter Steuererhöhungen am 4. Januar 1868 zum Schatzminister (Ministro dos Negócios da Fazenda) in das Kabinett von António José de Ávila berufen. In dieser bis zum 22. Juli 1868 amtierenden Regierung war er trotz seines Alters neben dem Premierminister und dem Parlamentspräsident António Luís de Seabra eine der führenden Persönlichkeiten. Durch die Rücknahme der von der Vorgängerregierung geplanten Steuererhöhungen kam es jedoch zu finanzpolitischen Schwierigkeiten der Regierung de Ávilas, die schließlich zum Rücktritt führten.
Nach dieser kurzen Regierungstätigkeit war er in den folgenden Jahren einer der führenden Vertreter der Opposition. Nach den allgemeinen Parlamentswahlen vom 22. März 1868 vertrat er zunächst einen der Wahlkreise von Lissabon und dann nach den Wahlen vom März 1870 den Wahlkreis Beja und dann den Wahlkreis von Aveiro in der Abgeordnetenkammer. In diesem Wahlkreis wurde er dann bei den Wahlen 1871, 1874, 1878, 1879, 1881 sowie 1884 wiedergewählt.
Nach dem Staatsstreich vom 19. Mai 1870, der so genannten Saldanhada, und der anschließenden vierten und letztmaligen Regierungsübernahme durch Marschall João Carlos de Saldanha Oliveira e Daun wurde Dias Ferreira von diesem erneut zum Schatzminister berufen. Am 3. Juni 1870 übernahm er dann jedoch die Ämter des Justizministers und des Ministers für Königliche Angelegenheiten bis zum Ende von Saldanhas Amtszeit am 30. August 1870.

#### Parteigründer
Nach dem Ende der Regierung von Saldanha erreichte die Spaltung des politischen Parteisystems ihren Höhepunkt während der Zeit der Konstitutionellen Monarchie bei den Parlamentswahlen vom September 1870 und Juli 1871, als neben der Reformistischen Partei (Partido Reformista) von Bernardo de Sá Nogueira de Figueiredo, den Anhängern des parteilosen de Ávila, der Regenerationspartei (Partido da Regeneração) von António Maria de Fontes Pereira de Melo, der Historischen Partei (Partido Histórico) unter dem Herzog von Loulé auch die Anhänger von Dias Ferreira in der Abgeordnetenkammer vertreten waren.
Vor diesem Hintergrund war er am 25. Februar 1871 Begründer der Verfassungspartei (Partido Constituinte), die insbesondere einer Reihe von Intellektuellen wie dem Schriftsteller und Journalisten Manuel Joaquim Pinheiro Chagas eine politische Heimat bot. Die Verfassungspartei erlangte allerdings in den nächsten Jahren keinerlei größere Bedeutung, sondern bildete im Wesentlichen eine Allianz mit der Regenerationspartei.
Erst bei den allgemeinen Parlamentswahlen am 21. August 1881 zur 24. Abgeordnetenkammer bekam die Verfassungspartei landesweite Bedeutung, als sie mehr Abgeordnete als die bisher regierende Progressive Partei (Partido Progressista) von Anselmo José Braamcamp errang. Dennoch konnte sie diesen Wahlerfolg nicht für die Bildung einer Regierung nutzen, sondern verlor den Auftrag zur Regierungsbildung an die Regenerationspartei um António Rodrigues Sampaio und de Melo.
Noch 1881 gehörte er in Porto neben Pinheiro Chagas und Francisco de Azeredo Teixeira de Aguilar zu den Teilnehmern eines Treffens zur Gründung einer Katholischen Partei (Partido Católico), die letztlich aber scheiterte. In der Folgezeit verlor die Verfassungspartei dann mehr und mehr an Bedeutung.
In der gleichen Zeit war er jedoch maßgeblich an der Überarbeitung des Handelsgesetzes (Código Comercial) beteiligt. Während dieser Zeit war er Mitglied etlicher Parlamentsausschüsse und brachte als solches mehr als fünfhundert Gesetzesentwürfe zu unterschiedlichen Rechts- und Verfassungsthemen wie auch Vorschläge zur Wahlrechtsreform ein.
Wie viele Politiker seiner Zeit wurde er um 1870 in der Loge Cavaleiros de Nemésis de Lisboa als Freimaurer initiiert. 1882 erfolgte seine Wahl zum Großmeister der Großloge Mações Antigos, Livres e Aceites de Portugal, der er bis 1885 vorstand.
Nachdem sich die Verfassungspartei 1885 aufgelöst hatte, verblieb Dias Ferreira als parteiloser Abgeordneter des Wahlkreises von Aveiro im Parlament und wurde 1887, 1889 sowie 1890 erneut zum Abgeordneten des Parlaments gewählt. In den kommenden Jahren war er trotz der Parteilosigkeit eine anerkannte Persönlichkeit zu allen rechtlichen und finanzpolitischen Fragen.

#### Premierminister von 1892 bis 1893
1892 wurde er erneut als parteiloser Vertreter des Wahlkreises Aveiro zum Abgeordneten des Parlaments gewählt. Kurz darauf kam es zu einer politischen Krise wegen der finanzpolitischen und wirtschaftlichen Probleme. Diese Probleme konnten die im Wechsel (Rotativismo) regierenden Parteien (Progressive Partei und Regenerationspartei) nicht lösen, da diese eine mehr oder weniger gleiche Regierungspolitik betrieben.
In der Folge dieser Krise berief König Karl nach dem Rücktritt des ebenfalls parteilosen Premierministers João Crisóstomo de Abreu e Sousa wegen des Staatsbankrotts Dias Ferreira am 18. Januar 1892 zum Premierminister (Presidente do Conselho de Ministros).
Seine wegen der Parteilosigkeit als O Governo da acalmação partidária bezeichnete Regierung verkörperte zunächst eine Ausnahme zu den überwiegend instabilen Regierungen der damaligen Zeit. Insbesondere erwarb der von ihm ernannte Schatzminister Joaquim Pedro de Oliveira Martins zunächst großen Respekt für die Bemühungen zum Abbau der Auslandsschulden. Allerdings übernahm er bereits am 27. Mai 1892 selbst wiederum das Amt des Schatzminister. Als solcher trieb er eine Austeritätspolitik zur Verringerung des Haushaltsdefizits voran, die insbesondere durch die Verschlechterung der Steuereinnahmen zwingend notwendig war. Diese Politik wurde von den nach der erneuten Regierungsübernahme strebenden Progressiven Partei und Regenerationspartei massiv kritisiert.
Während seiner Regierungszeit übernahm er zugleich vom 18. Januar bis zum 9. November 1892 wieder das Amt des Ministers für Königliche Angelegenheiten. Zugleich war er vom 18. Januar bis zum 3. März 1892 amtierender Minister für Öffentlichen Unterricht und Schöne Künste. Das Unterrichtsministerium wurde anschließend jedoch wieder Teil des Ministeriums für Königliche Angelegenheiten.
Zum Ende des Jahres 1892 kam es jedoch zu einer Regierungskrise, in deren Verlauf mehrere Minister zurücktraten. Bei den allgemeinen Parlamentswahlen vom 23. Oktober 1892 schien seine erneute Wahl zum Abgeordneten des Parlaments gefährdet, da sein bisheriger Wahlkreis Aveira aufgelöst wurde. Zur Überwindung der Peinlichkeit, dass der amtierende Premierminister keinen Parlamentssitz besaß, wurde ihm durch die im Parlament vertretenen Parteien die Wahl in den Wahlkreisen Aldeia Galega, Penacova und São Tomé und Príncipe garantiert. Als er diese Abhängigkeit von den Parteien vermeiden wollte und stattdessen für einen Wahlkreis in der Region südlich des Tejo kandidierte, unterlag die Regierung bei den Parlamentswahlen.
Während seiner Amtszeit als Premierminister kam es zuletzt im November 1892 zu einem wichtigen Staatsbesuch einer portugiesischen Delegation aus Anlass des 400. Jahrestages der Entdeckung Amerikas durch Christoph Columbus.
Nach der Wahlniederlage war er zunächst noch einige Monate Premierminister einer Minderheitsregierung, ehe er schließlich am 22. Februar 1893 zurücktrat.

#### Letzte Lebensjahre als einfacher Abgeordneter
Nach seinem Rücktritt als Premierminister blieb er als Abgeordneter für den Wahlkreis Aldeia Galego Mitglied der Abgeordnetenkammer. 1895 wurde er als Vertreter des Wahlkreises Évora und dann 1897 des Wahlkreises Almada zum Abgeordneten gewählt, ehe er bei den Parlamentswahlen von 1899 und 1900 wiederum zum Vertreter von Aldeia Galego zum Mitglied des Parlaments gewählt wurde. Zuletzt wurde er bei den Wahlen von 1901, 1904 und 1905 wieder zum Abgeordneten des Parlaments gewählt, wo er diesmal den Wahlkreis von Setúbal vertrat. Auch in seinen letzten Jahren als Abgeordneter blieb er ein aktives Mitglied der Abgeordnetenkammer, insbesondere in Fragen der Gesetzgebung, der öffentlichen Finanzen, des Haushalts sowie des Tabakmonopols. Als Abgeordneter gehörte er zeitweise auch dem Vorstand der portugiesischen Gruppe der Interparlamentarischen Union (IPU) an.
Trotz seiner bisherigen Treue zur Monarchie nahm er aus Enttäuschung über die fehlende Unterstützung durch den König 1896 an einem geheimen Treffen zur Planung eines republikanischen Umsturzes teil, der ihn oder alternativ José Luciano de Castro beim Erfolg als Präsidenten der Republik vorsah. Der für den 18. Juni 1896 vorgesehene Umsturz wurde im Wesentlichen von Augusto Maria Fuschini und Soares Guedes vorangetrieben. Als Ergebnis seiner eventuellen Teilnahme an dem allerdings nicht stattgefundenen Umsturz wurde ihm zunächst die Mitgliedschaft im Oberhaus des Parlaments (Câmara dos Pares do Reino) verweigert. Erst durch ein Dekret vom April 1905 wurde er schließlich bis zu seinem Tode Mitglied des Oberhauses.

## Auszeichnungen
Bereits 1870 wurde ihm das Großkreuz des Ordens von König Karl III. von Spanien verliehen.
Daneben war er ordentliches Mitglied der Akademie der Wissenschaften von Lissabon (Academia das Ciências de Lisboa) und der Geografischen Gesellschaft von Lissabon (Sociedade de Geografia de Lisboa) sowie Korrespondierendes Mitglied des Instituts von Coimbra (Instituto de Coimbra).
Seine Urenkelin Manuela Ferreira Leite ist ebenfalls Politikerin und ehemalige portugiesische Erziehungsministerin.

## Werke
- Ensaio sobre os Primeiros Elementos da Teoria da Estatística do Exmo. Senhor Adrião Pereira Forjaz de Sampaio. Coimbra 1857 (Essay über die Ersten Elemente der Theorie der Statistik von Exmo – Adrião Pereira Forjaz de Sampaio)
- Anotações aos Elementos de Direito Natural do Exmo. Senhor Vicente Ferrer Neto de Paiva. Coimbra 1858 (Aufzeichnungen über die Elemente des Naturrechts von Exmo – Vicente Ferrer Neto de Paiva; PDF-Datei; 13,24 MB)
- Acto de Conclusão de Magnas na Faculdade de Direito. Coimbra 1860 (Inauguraldissertation)
- Noções fundamentais de filosofia do Direito. Coimbra 1864 (Grundlegende Anmerkungen zur Rechtsphilosophie; PDF-Datei; 10,22 MB)
- O Código Civil Português (anotado). Lissabon 1870 (Das Zivilgesetz Portugals)
- Discursos mais notáveis nas duas câmaras na sessão legislativa de 1881. Lissabon (Reden vor den beiden Kammern während der Sitzungsperiode von 1881)
- Discurso sobre a reforma da Constituição, proferido em sessão de 29 de Janeiro de 1884. Lissabon 1884 (Rede über die Verfassungsreform auf der Parlamentssitzung vom 29. Januar 1884)
- Discursos sobre a reforma da lei eleitoral, proferidos nas sessões de 8 e 10 de Março de 1884. Lissabon 1884 (Reden über die Reform des Wahlrechts auf den Parlamentssitzungen vom 8. und 10. März 1884)
- Código do Processo Civil (anotado). Lissabon 1890 (Das Zivilprozessgesetz)
- A Novíssima Reforma Judiciária. Lissabon 1892 (Die neuesten Gesetzesreformen)
- Discurso sobre as reformas constitucionais proferido na sessão de 20 de Junho de 1900. Lissabon 1900 (Rede über die Verfassungsreformen auf der Parlamentssitzung vom 20. Juni 1900)